# Lepramuseum Münster

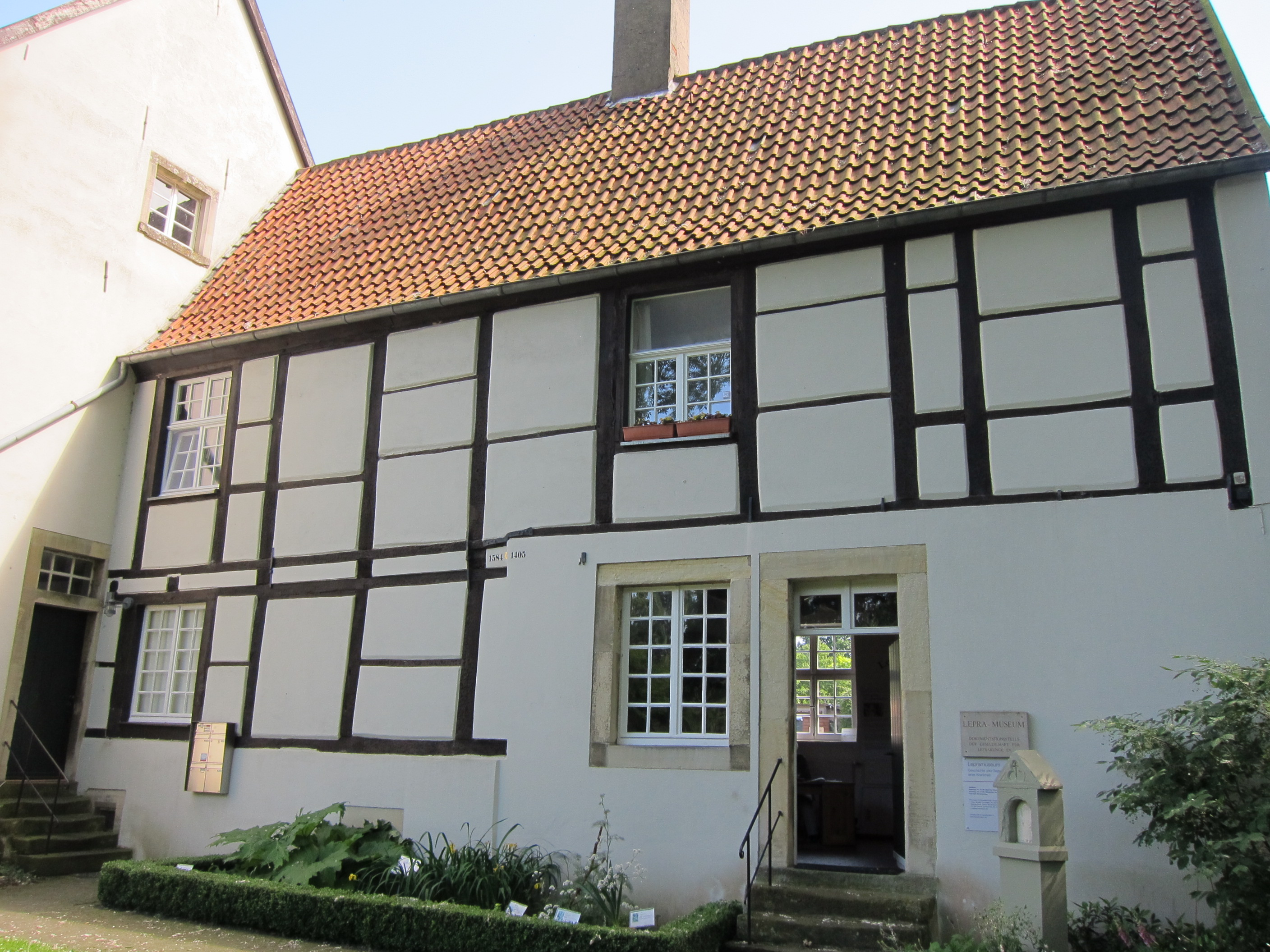
Das Lepramuseum Münster

Das Lepramuseum im Stadtteil Kinderhaus der westfälischen Stadt Münster ist das deutschlandweit einzige Museum, das sich mit der Geschichte, der Verbreitung und der Bekämpfung der Krankheit Lepra auseinandersetzt. Darüber hinaus bietet es Sonder- und Wanderausstellungen, Kolloquien, Vorträge, Publikationen sowie Unterrichtsmaterialien zu diesem Themengebiet an. Getragen wird das Museum von der Gesellschaft für Leprakunde e. V.

## Geografische Lage
Das Museum befindet sich etwa 5 km nördlich des Zentrums von Münster im Stadtteil Kinderhaus westlich der Kirche St. Josef auf der gegenüberliegenden Straßenseite der Straße Kinderhaus. Es ist in einem der erhaltenen Gebäude des Leprosenhospitals Kinderhaus untergebracht.

## Geschichte

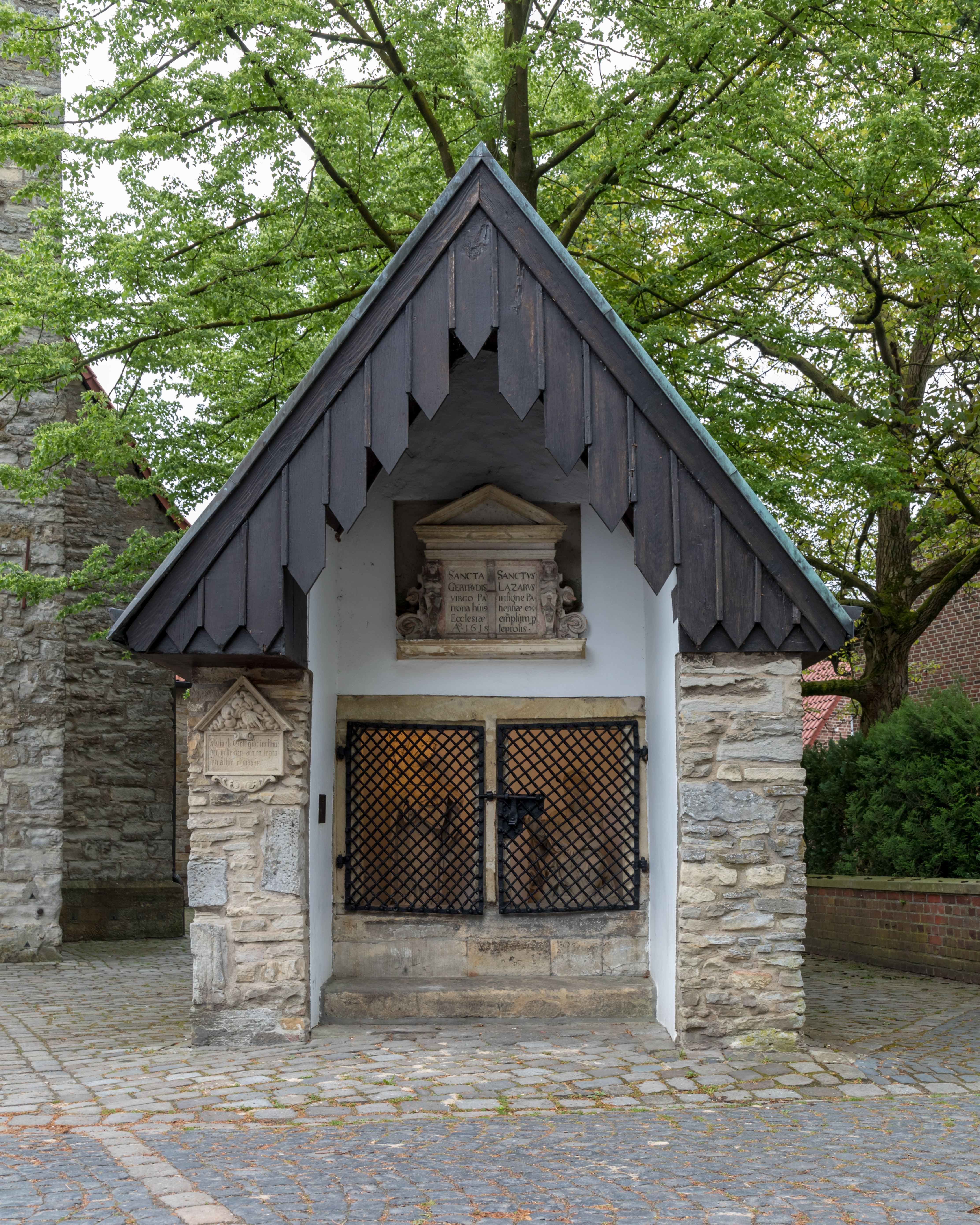
„Lazarushäuschen“ (St.-Lazarus-Kapellchen) des Museums

Die Gründung des Lepramuseums in Münster geht zurück auf das Jahr 1984 mit der Gründung der Gesellschaft für Leprakunde e. V. Initiator dieser Gesellschaft waren der damalige Leiter der Aktionszentrale Nordwest des Deutschen Aussätzigen Hilfswerks e. V., Wolfgang Nitsch, und der in Kinderhaus ansässige Arzt Dr. Diederich Winterhoff. Bereits im Jahr darauf überließ die Stadt Münster der neu gegründeten Gesellschaft zwei Räume zur Errichtung eines Museums in Kinderhaus, dem ehemaligen Leprosorium der Stadt, das heißt an dem Ort, an dem die Leprakranken ausgesetzt wurden.
Unterstützung erhielt das Museum durch das Stadtmuseum Münster, das Exponate seiner Ausstellung „Pest und Lepra in Münster“ zur Verfügung stellte. Am 29. Januar 1986, dem Welt-Lepra-Tag, wurde das Museum eröffnet. Es ist das einzige Museum dieser Art in Deutschland. Aufgrund der wachsenden Ausstellung wurden in den Jahren 1988 und 1993 die Räumlichkeiten erweitert.

## Lazarushäuschen
Das so genannte Lazarushäuschen stellt eine Besonderheit des Museums dar. Das etwa 3 m × 3 m große und 4,45 m hohe Gebäude ist das deutschlandweit einzige bekannte eines ehemaligen Leprosoriums. Es bestand nachweislich bereits um 1586 an der Handelsstraße von Münster nach Friesland, wo Reisende für die an Lepra erkrankten Menschen Spenden hinterlegen konnten. Die aktuelle Innenausstattung mit den Steinskulpturen von Lazarus und der heiligen Gertrud, den beiden Schutzpatronen der Leprakranken, stammt aus der Zeit des Umbaus um 1618.

## Ausstellungen
- 2001: Ralf Klötzer (Hrsg.): Kinderhaus 1534–1618: Das Leprosenhaus der Stadt Münster von der Täuferherrschaft bis zum Dreißigjährigen Krieg. (auch Literatur)
- 2007: Mirko Krabus: Kinderhaus 1333–1533: Das Kinderhaus der Stadt Münster von seinen Anfängen bis zur Täuferherrschaft. (auch Literatur)
- 2010: Leonie Kegel (Hrsg.): Kinderhaus 1660–1760: Der frühere Leprosenhof der Stadt Münster als Erziehungshaus und als Armenhaus. (auch Literatur)
- 2016: Christopher Görlich: Kinderhaus 1760–1920. Das Armenhaus Kinderhaus im langen 19. Jahrhundert. (auch Literatur)

## Wissenswert
Auch in Bergen in Norwegen gibt es ein Lepramuseum, das dort in einem historischen Leprosorium des 18. Jahrhunderts untergebracht ist.